# Rejectaria albolineata
Rejectaria albolineata är en fjärilsart som beskrevs av George Thomas Bethune-Baker 1908. Rejectaria albolineata ingår i släktet Rejectaria och familjen nattflyn. Inga underarter finns listade.